# Ludwig Balthasar von Schrautenbach-Weitolshausen
Ludwig Balthasar von Schrautenbach-Weitolshausen (weitere Schreibweisen: Weitelshausen oder Weidelshausen, auch Ludwig Balthasar von Weitolshausen genannt Schrautenbach), (* 17. Mai 1654; † 17. Dezember 1738 in Gundernhausen) war ein deutscher Generalleutnant der fürstlich hessen-darmstädtischen Armee.

## Karriere
Schrautenbachs Name taucht zum ersten Mal im Jahr 1677 als Kompaniechef der 2. Kompanie der Leibgarde des Landgrafen Ludwig VI. auf. Aus den insgesamt drei Kompanien der Garde hatte der Landgraf ein Infanterie-Regiment gebildet, das er Kaiser Leopold I. infolge eines mit ihm geschlossenen Bündnisvertrages als Hilfskorps zur Verfügung stellte. Das Regiment kämpfte ab 1677 im Holländischen Krieg bis 1686 im Reunionskrieg mit der Armee der Verbündeten am Rhein und an der Saar gegen die Franzosen.

### Im Türkenkrieg
Im Jahr 1687 wurde Schrautenbach, mittlerweile Kapitän der Garde zu Fuß, erneut aktiviert. Landgraf Ludwigs Sohn Prinz Georg von Hessen-Darmstadt hatte den Auftrag erhalten, ein Regiment für die mit dem Kaiser und dem Königreich Polen gegen das Osmanische Reich verbündete Republik Venedig, aufzustellen, das im Zuge des Großen Türkenkrieges (1683–1699) mit anderen deutschen Truppen bei der Wiedereroberung des Peloponnes eingesetzt werden sollte.
Schrautenbach übernahm die Anwerbung einer Kompanie und erhielt dafür die Majorstelle. Im Herbst 1687 rückte das Regiment nach Ungarn ab und zog auf den Peloponnes, wo es in der Eroberung der Festung Chalkis auf der Insel Euböa erfolgreich eingesetzt wurde.

### Im Pfälzischen Erbfolgekrieg
Im Februar 1690 wurde das hessische Regiment, wegen des inzwischen ausgebrochenen Pfälzischen Erbfolgekrieges mit Frankreich zurückgerufen. Die Verluste aus den vorhergegangenen Einsatz und durch Krankheiten waren allerdings sehr hoch, sodass das Regiment im Mai 1689 nur noch 191 Mann zählte. Es folgten Einsätze am Rhein und in den Niederlanden, wobei Schrautenbach als Oberstleutnant das Regimentskommando übernahm. Um das stark zusammengeschmolzene Regiment wieder aufzufüllen, wurde es mit der bisherigen Leibgarde vereinigt und führte fortan den Namen „von Schrautenbachisches Regiment“. Im Juni 1691 stand das Regiment bei Worms. Im Jahr 1693 sollte Schrautenbach, inzwischen zum Oberst befördert, das von den Franzosen nach 1689 erneut belagerte Heidelberg entsetzen. Er kam allerdings zu spät und die Franzosen hatten die Stadt und das Schloss bereits besetzt. Auch die Obergrafschaft Katzenelnbogen und Darmstadt wurden erobert, ohne dass Schrautenbach dies verhindern konnte. 1694 wurde Schrautenbachs Regiment von elf auf insgesamt 13 Kompanien zu 100 Mann mit Offizieren aufgestockt. Mit den Truppen des Oberrheinischen Kreises und der Reichsarmee versah das Regiment neben dem Felddienst nun auch den Garnisonsdienst in Darmstadt.
1695 befand sich das Regiment zum größten Teil in Brabant und wurde bei der Belagerung von Namur, so auch im letzten Sturm auf die Festung, erfolgreich eingesetzt.
Nach Abgabe von sechs Kompanien an das am 1. April 1697 von Landgraf Ernst Ludwig aufgestellte Kreisregiment, wurde das Regiment nach dem Frieden von Rijswijk 1698 nochmal auf fünf Kompanien reduziert.

### Im Spanischen Erbfolgekrieg
1702 nahm das Regiment – nun wieder auf acht Kompanien verstärkt – am Reichskrieg gegen Frankreich (Spanischer Erbfolgekrieg) teil. Schrautenbach wurde zum Generalmajor befördert und übernahm das Kommando über die aus zwei Infanterie- und einem Kavallerieregiment bestehenden hessen-darmstädtischen Truppen.
Schrautenberg nahm an der Eroberung von Landau und am 14. Oktober 1702 an der Schlacht bei Friedlingen teil. In der Folge wurden die hessischen Truppen verstreut eingesetzt – so etwa als Besatzung Landaus bei der Belagerung durch die Franzosen im Oktober 1703. Ein anderer Teil, der Landau eigentlich entsetzen sollte, wurde am 15. November 1703 in der Schlacht am Speyerbach von den Franzosen besiegt, was den Fall Landaus zur Folge hatte. 1704 befehligte Schrautenbach die hessen-darmstädtischen und mainzischen Truppen im Raum Main und Neckar und trat nach einem Ende 1704 zwischen Braunschweig-Lüneburg und Hessen-Darmstadt getroffenen Abkommen mit anderen hessischen Truppenteilen in Braunschweiger Dienste. Das Schrautenbachische Regiment wurde zunächst im Elsass eingesetzt und erlitt am 4. Juni 1705 beim Durchbruch der Weißenburger Linien durch Marschall Villars beträchtliche Verluste. Später in 1705 errangen die Truppen allerdings einen Sieg bei Hagenau. Im Winter 1705/06 wurde das Regiment in die Heimat entlassen.
Im Jahre 1707 kämpfte Schrautenbach mit seinen Truppen unter dem Reichsgeneralfeldmarschall Kurfürst Georg Ludwig von Hannover, um die französische Invasion in Bayern abzuwehren und stand im Juli bei Philippsburg. Im Jahre 1708 sicherte Schrautenbach die hessischen Grenzen und wurde wenig eingesetzt, da der Hauptkriegsschauplatz in den Niederlanden lag.
Nach dem Frieden von 1714 wurde Schrautenbachs Regiment erneut reduziert und er scheint das Regimentskommando dann niedergelegt zu haben. 1720 wurde Oberst von Clement Kommandeur des Regiments, ab August 1733 wurde es von Prinz Ludwig, dem späteren Landgraf Ludwig IX., kommandiert. Allerdings wurde Schrautenbach, der ab 1732 als Generallieutenant geführt wurde, bis zu seinem Tod als Chef des Regiments genannt.
Eine Teilnahme Schrautenbachs 1734 im Polnischen Erbfolgekrieg ist nicht belegt, gilt aber als wahrscheinlich.
Schrautenbach galt für seine Zeit als fortschrittlicher Kommandeur, der die Todesstrafe ablehnte und dafür sorgte, dass Innovationen bei Waffen, Ausrüstung und Ausbildung schnell auch bei den Hessen-Darmstädtischen Truppen eingeführt wurden – so etwa, Musketen mit Steinschloss und Bajonett, eiserne Ladestöcke, der Gleichschritt beim Marschieren, die geschlossene Ordnung in Gliedern nach Dienstgrad bis hin zu gleichmäßiger Uniformierung der Offiziere.

## Familie
Schrautenbach war Angehöriger der hessischen, später freiherrlichen Adelsfamilie Weitolshausen genannt Schrautenbach. Er war der zweite Sohn des hessen-darmstädtischen Kammerjunkers und Oberstwachtmeisters der Landreiter Georg Friedrich Balthasar von Weitolshausen gen. Schrautenbach und dessen Gattin Maria Engel, geborene Freiin von Stein. Er war mit Sophie Elisabeth von Geismar verheiratet, das Paar hatte vier Söhne und eine Tochter.